# Willem Spakler
Willem van der Masch Spakler, (Amsterdam, 8 juli 1839 – aldaar 3 juni 1932) was een Nederlands ondernemer en weldoener.
Spakler was directeur van de suikerraffinaderij Spakler en Tetterode gevestigd aan de Lijnbaansgracht (op de plaats van de huidige Melkweg). Ook had hij bemoeienissen van de Wester Suikerraffinaderij en de Centrale Suiker Maatschappij.
Naast zijn directeurschap was hij tevens bekend als filantroop in het verbeteren van de huisvesting van arbeiders. Hij richtte daartoe met Johanna ter Meulen in 1898 de Woningmaatschappij Oud-Amsterdam NV op, maar had al eerder geld beschikbaar gesteld voor verbetering van woningen in de Jordaan. Voor de Vrijzinnige Democratische Partij was hij enkele jaren gemeenteraadslid. Andere zaken waar hij bij betrokken was, waren Ons Huis, volksgaarkeukens, de Middelbare Technische School te Amsterdam, het Utrechtse Werkspoor en Demka en de daarbij behorende Utrechtse wijk Elinkwijk en omgeving.
Hij was zoon van Hendrik van der Masch Spakler, werkzaam in de suikerraffinage en oprichter van de fabriek, en Susanna Hermania Scholten. Willems broer  Frederik Johann Spakler (overleden 1919) werkte eveneens in die industrie en was ook filantroop via Stichting Hulp na Onderzoek. Willem Spakler was getrouwd met Ernestine Pauline Moes. Hun zoon Hendrik van der Masch Spakler leidde de in Amsterdam bekende drukkerij Senefelder. Dochter Pauline Ernestrine huwde kunstenaar Cornelis Gerardus 't Hooft. Willem Spakler werd begraven op de De Nieuwe Ooster. Hij was ridder in de Orde van Oranje-Nassau en in de Orde van de Nederlandse Leeuw. 